# Jaciment arqueològic de Lajedo de Soledade
El jaciment arqueològic de Lajedo de Soledade se situa a Chapada do Apodi, al municipi d'Apodi, a l'estat de Rio Grande do Norte. És una gran àrea que conté art rupestre i fòssils de l'era glacial i dels primers habitants de l'estat.
Es tracta d'un conjunt de roques calcàries format quan el mar cobria la zona. S'hi trobaren fòssils d'animals de l'era glacial i inscripcions rupestres d'una edat d'entre 10.000 i 20.000 anys. És un dels jaciments arqueològics més importants del Brasil, a 80 km de Mossoró.
Segons la Fundació dels Amics de Lajedo de Soledade, entitat que manté el jaciment, el lloc arriba a rebre prop de 7.000 visitants per any, la majoria estudiantes, professors, investigadors i científics. Com que durant milions d'anys la cobria la mar, es poden trobar animals marins fossilitzats a la regió de Lajedo, com ara ostres, estreles i eriçons de mar de 90 milions d'anys. Segons investigadors de la Universitat Federal de Rio Grande do Norte (UFRN), s'hi trobaren fòssils d'animals prehistòrics, com mastodonts i tigres de dents de sabre, que vivien al nord-est en el període glacial, a més de pintures rupestres. Lajedo inclou un museu amb objectes compost per eines de pedra usats pels primers habitants de la zona.

## Galeria

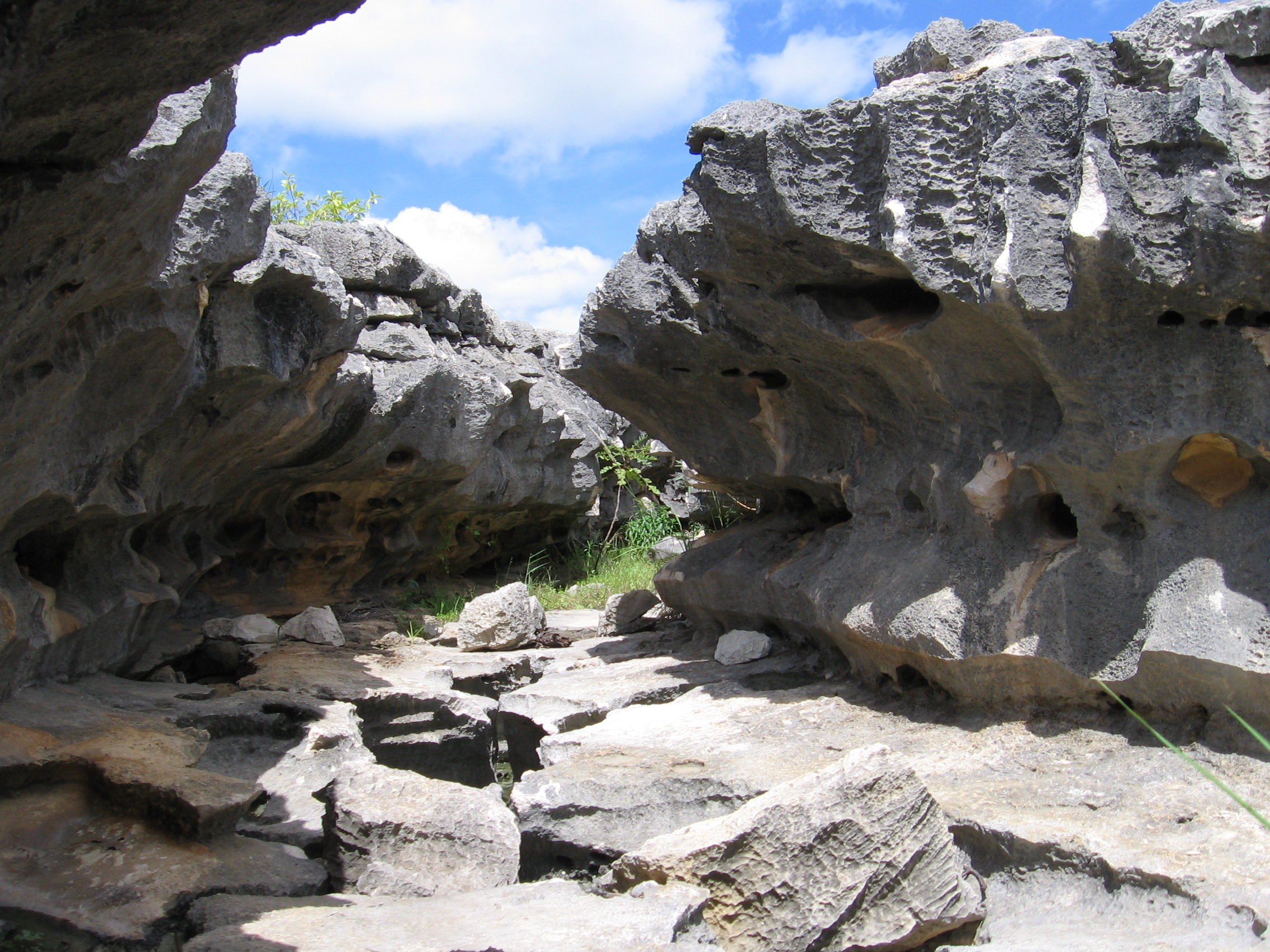
Vall en la regió de Ravina do Peninha a Lajedo de Soledade
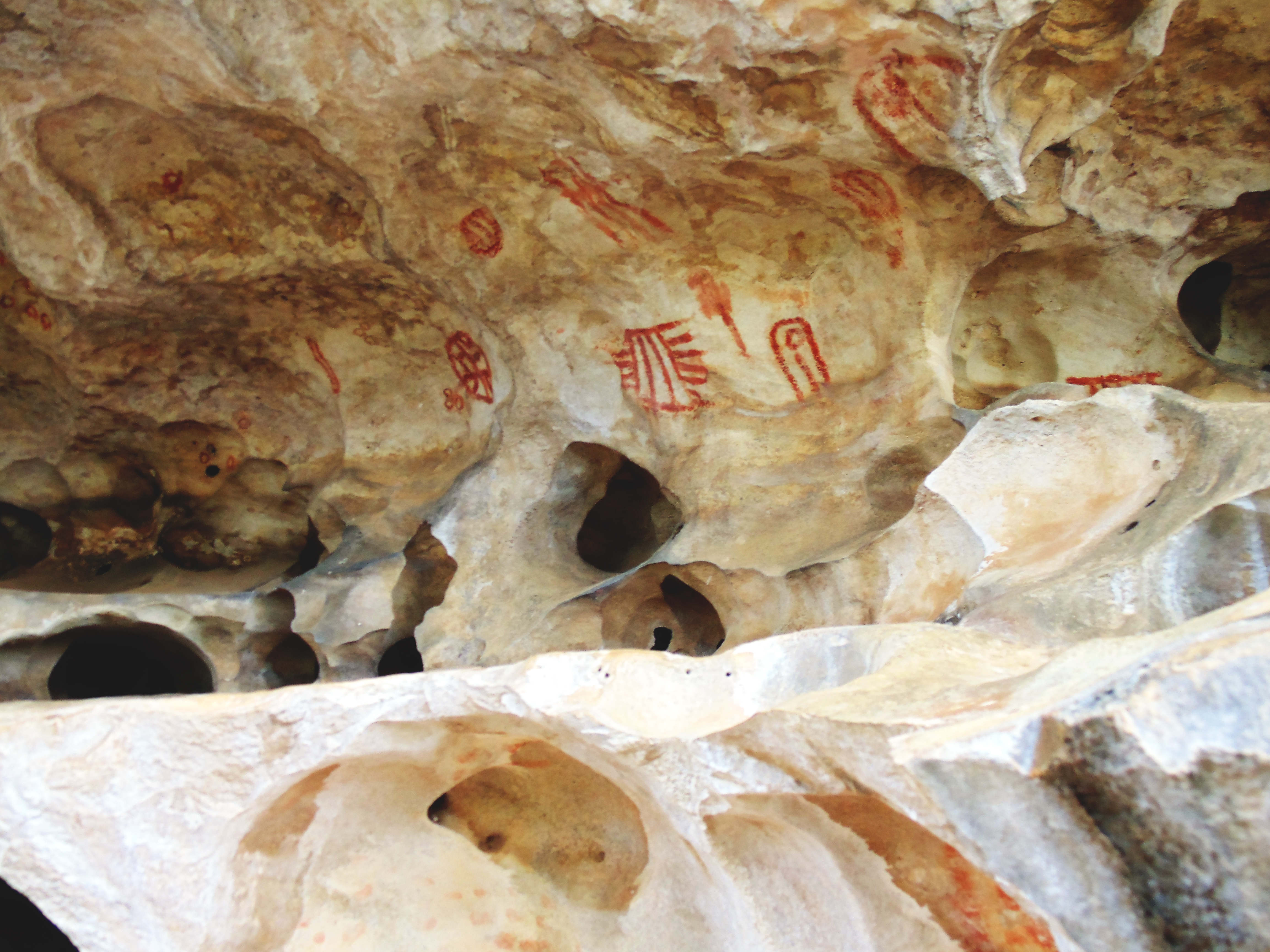
Lajedo de Soledade, un dels jaciments arqueològics més importants del Brasil